# Werner Schwarz (Politiker, 1960)
Werner Schwarz (* 10. April 1960 in Bad Oldesloe) ist ein deutscher Landwirt, Agrarfunktionär und Politiker (CDU). Er ist seit Juni 2022 Minister für Landwirtschaft, ländliche Räume, Europa und Verbraucherschutz des Landes Schleswig-Holstein im Kabinett Günther II. Zuvor war er von 2008 bis 2022 Präsident des Bauernverbandes Schleswig-Holstein und von 2012 bis 2022 Vizepräsident des Deutschen Bauernverbandes.

## Leben
Nach dem Schulbesuch absolvierte Schwarz ab 1977 eine landwirtschaftliche Lehre. 1982 schloss er diese als staatlich geprüfter Landwirt an der Höheren Landbauschule
in Lensahn ab. Anschließend absolvierte er von 1982 und 1983 Auslandspraktika in Australien und Neuseeland. Daraufhin bewirtschaftete er einen landwirtschaftlichen Betrieb im Münsterland und arbeitete anschließend im elterlichen Betrieb mit. 1994 übernahm er den elterlichen Betrieb, das Gut Frauenholz in Rethwisch.
Schwarz ist verheiratet und hat drei Kinder. Er stammt aus einer schleswig-holsteinischen Politikerfamilie. Sein Vater Günther Schwarz (1928–2014) war von 1987 bis 1994 Bürgermeister von Rethwisch. Sein Großvater Werner Schwarz (1900–1982) war Bundestagsabgeordneter und von 1959 bis 1965 Bundeslandwirtschaftsminister. Der langjährige Landesminister Henning Schwarz (1928–1993), der 1987/88 auch geschäftsführender Ministerpräsident war, war sein Onkel. Dessen Tochter und damit die Cousine von Werner Schwarz ist die Politikerin Sabine Sütterlin-Waack (* 1958).

## Engagement im Bauernverband
Von 2002 bis 2008 war Schwarz Vorsitzender des Kreisbauernverbandes Stormarn. Von 2008 bis 2022 war er Präsident des Bauernverbandes Schleswig-Holstein und von 2012 bis 2022 Vizepräsident des Deutschen Bauernverbandes.

## Politik
Schwarz ist Mitglied der CDU. Am 29. Juni 2022 wurde er von Ministerpräsident Daniel Günther zum Minister für Landwirtschaft, ländliche Räume, Europa und Verbraucherschutz des Landes Schleswig-Holstein ernannt.